# Arborfield
Arborfield är en ort i civil parish Arborfield and Newland, i distriktet Wokingham, Storbritannien. Den ligger i grevskapet Berkshire och riksdelen England, i den södra delen av landet, 60 km väster om huvudstaden London. Arborfield ligger 48 meter över havet och antalet invånare är 2 782. Arborfield var en civil parish fram till 1948 när blev den en del av Arborfield and Newland. Civil parish hade 348 invånare år 1931.
Terrängen runt Arborfield är platt. Runt Arborfield är det tätbefolkat, med 636 invånare per kvadratkilometer. Närmaste större samhälle är Reading, 7,0 km nordväst om Arborfield. Omgivningarna runt Arborfield är en mosaik av jordbruksmark och naturlig växtlighet.